# 柯尼希瑟格湖

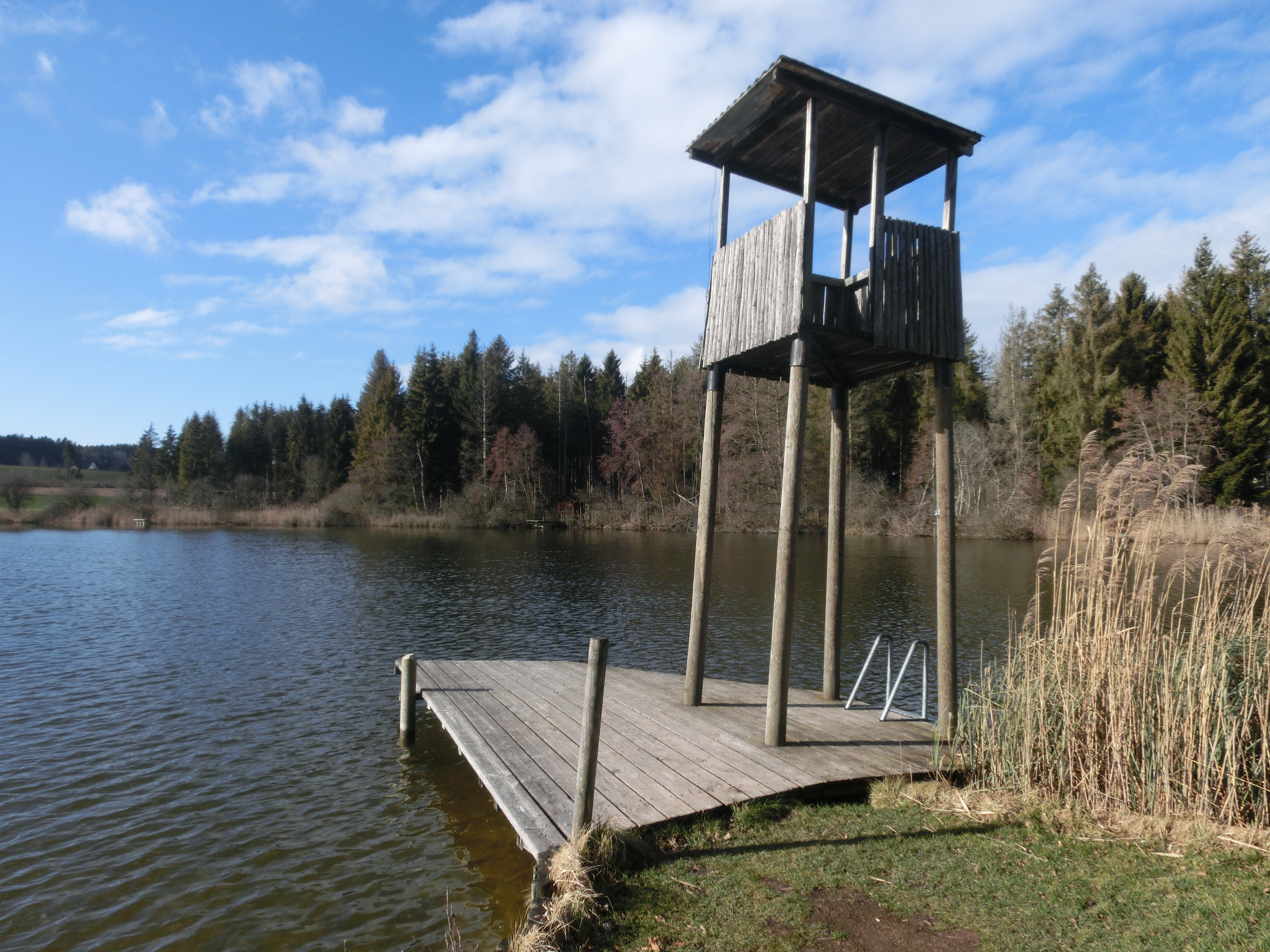

47°55′54″N 9°26′53″E / 47.931683°N 9.447931°E
柯尼希瑟格湖（德語：Königseggsee），是德國的湖泊，位於該國西南部，由巴登-符騰堡州負責管轄，處於拉芬斯堡縣，面積0.16平方公里，海拔高度627米，平均水深6.4米，最大水深9.6米，水體容量99萬立方米。